# タバン・ロ・リョン
タバン・ロ・リヨング（Taban Lo Liyong、1939年 - ）は、南スーダンの作家、詩人。

## 経歴
隣国のウガンダ国立教育大学を卒業後、アメリカへと留学しハワード大学で政治学、アイオワ大学で文芸学を学んでいる。帰国後の1968年からはナイロビ大学に勤務しアチョリ、マサイなどの研究をする傍ら文学作品の発表を行っている。1975年にはパプアニューギニア大学へと赴任している。